# Amficelias
Amficelias (Amphicoelias) – rodzaj zauropoda należącego do nadrodziny Diplodocoidea. Jego nazwa składa się z greckich słów amphi – obustronnie oraz koilos – wklęsły i – oznacza „dwukrotnie wklęsły”. 

## Opis
W ciągu lat wyróżniono trzy gatunki amficeliasa – A. altus Cope (1877), będący gatunkiem typowym i jedynym niewątpliwym przedstawicielem rodzaju, A. latus Cope (1877) i A. fragillimus Cope (1878). A. altus został opisany na podstawie dwóch kręgów, kości łonowej i kości udowej. W 1921 Osborn i Mook przydzielili dodatkowo do A. altus łopatkę, kość kruczą, kość łokciową i pojedynczy ząb. Henry Fairfield Osborn i C.C. Mook zauważyli podobieństwo między amficeliasem a diplodokiem oraz kilka różnic, jak proporcjonalnie dłuższe kończyny u tego pierwszego. Kość udowa amficeliasa jest wyjątkowo długa, szczupła i zaokrąglona w przekroju poprzecznym. Ową okrągłość uznaną wtedy za charakterystyczną cechę rodzaju stwierdzono później również u diplodoka. A. altus był podobnej wielkości, co diplodok – osiągał ok. 25 m długości.

## Klasyfikacja
Edward Drinker Cope w opisie amficeliasa zaliczył go do odrębnej rodziny Amphicoeliidae, niewyróżnianej przez późniejszych autorów. Autorzy późniejszych publikacji z powodu fragmentaryczności materiału kopalnego uznali amficeliasa za członka grupy Diplodocoidea, czasami posiadającego status incertae sedis – rodzaj o pozycji trudnej lub niemożliwej do ustalenia. Z analizy kladystycznej przeprowadzonej przez Whitlocka (2011) wynika, że Amphicoelias mógł być bazalnym przedstawicielem Diplodocoidea nienależącym do rodziny Diplodocidae. Obecny materiał A. altus mimo że dość fragmentaryczny, ma wystarczająco cech diagnostycznych aby tymczasowo wyróżnić rodzaj amficelias. Osborn i Mook w 1921 zsynonimizowali gatunki A. fragillimus i A. altus twierdząc, że ten pierwszy to po prostu wyrośnięty przedstawiciel A. altus. McIntosh (1988), Upchurch, Barret i Dodson (2004) oraz Woodruff i Foster (2014) zgodzili się z tym; natomiast Carpenter (2006) stwierdził, że różnice między A. fragillimus a A. altus są wystarczające aby uznać je za oddzielnie gatunki. Uznał on również, że owe różnice mogą być na tyle poważne, żeby zaliczyć te dinozaury nawet do odrębnych rodzajów. Jednak z powodu zaginięcia materiału kopalnego A. fragillimus nie można niczego ustalić z całą pewnością. Z kolei w ocenie Woodruffa i Fostera (2014) różnice anatomiczne pomiędzy Amphicoelias altus a gatunkami zaliczanymi do rodzaju Diplodocus nie są na tyle istotne, by uzasadniały zaliczanie ich do odrębnych rodzajów; autorzy postulują, by rodzaj Amphicoelias uznać za synonim rodzaju Diplodocus, a gatunek A. altus sklasyfikować jako gatunek należący do rodzaju Diplodocus, Diplodocus altus. W takiej sytuacji opisany w 1878 roku Diplodocus byłby młodszym synonimem opisanego w 1877 roku Amphicoelias; Woodruff i Foster postulują jednak, by uznać Amphicoelias za nomen oblitum. Carpenter (2018) przeniósł natomiast gatunek A. fragillimus do odrębnego rodzaju Maraapunisaurus, który został przez tego autora zaliczony do rodziny Rebbachisauridae. Trzeci gatunek, A. latus opisany na podstawie kości udowej i czterech kręgów ogonowych, uważa się obecnie za synonim Camarasaurus supremus lub A. altus.